# Ferula mervynii
Ferula mervynii là một loài thực vật có hoa trong họ Hoa tán. Loài này được Sagiroglu & H.Duman mô tả khoa học đầu tiên năm 2007.